# Morgan M. Moulder
Morgan Moore Moulder (ur. 31 sierpnia 1904 w Linn Creek, zm. 12 listopada 1976 w Camdenton) – amerykański polityk, członek Partii Demokratycznej.

## Działalność polityczna
W okresie od 3 stycznia 1949 do 3 stycznia 1953 przez dwie kadencje był przedstawicielem 2. okręgu, a od 3 stycznia 1953 do 3 stycznia 1963 przez pięć kadencji był ostatnim przedstawicielem 11. okręgu wyborczego w stanie Missouri w Izbie Reprezentantów Stanów Zjednoczonych.